# Campionato mondiale di hockey su ghiaccio maschile 1993
Il campionato mondiale di hockey su ghiaccio maschile 1993 (57ª edizione) si è svolto dal 18 aprile al 2 maggio 1993 in Germania, in particolare nelle città di Monaco di Baviera e Dortmund.
Vi hanno partecipato dodici rappresentative nazionali. A trionfare è stata la nazionale russa, che ha conquistato così il suo primo titolo mondiale.

## Nazionali partecipanti
- Canada
- Svezia
- Russia
- Italia
- Svizzera
- Austria
- Rep. Ceca
- Germania
- Stati Uniti
- Norvegia
- Francia

## Podio
| Pos. | Squadra   |
| ---- | --------- |
| 1°   | Russia    |
| 2°   | Svezia    |
| 3°   | Rep. Ceca |